# Franz-Marc-Gymnasium (Markt Schwaben)
Das Franz-Marc-Gymnasium (kurz: FMG) ist ein Gymnasium in Markt Schwaben, das 1973 als Gymnasium Markt Schwaben gegründet wurde.
Im Jahre 1989 wurde die Schule auf Betreiben des damaligen Schuldirektors Karl Rester nach dem Maler Franz Marc in Franz-Marc-Gymnasium umbenannt. Mit dieser Namenswahl sollte sowohl die Hoffnung auf ein eigenständiges und unverwechselbares Profil, als auch der Wunsch, den Gedanken umfassender wissenschaftlicher, künstlerischer und charakterlicher Bildung als Aufgabe des Gymnasiums deutlich zu machen, zum Ausdruck gebracht werden.
Anfang 2006 entstanden an der Schule eine neue Cafeteria und ein weiteres Stockwerk.

## Einzugsbereich
Die Schule gehört zu jenen bayerischen Gymnasien, die seit der Mitte der 1960er-Jahre in einer Ausweitung des gymnasialen Bildungssystems eingerichtet wurden. Sofort nach der Gründung stieg die Schülerzahl rasch an, so dass nach anfänglicher Unterbringung in verschiedenen Schulen die Fertigstellung des Haupttraktes im Jahre 1976 sehnlich erwartet wurde. Das räumliche Angebot konnte später durch die Errichtung eines Anbaus und einer Turnhalle beträchtlich erweitert werden.
Im Jahre 1982 wurde in der Gemeinde Kirchheim-Heimstetten ein weiteres Gymnasium gegründet, was zu einer erheblichen Entlastung des Franz-Marc-Gymnasiums führte.
Die Zahl der Anmeldungen halbierte sich, die Gesamtschülerzahl sank von 1300 auf 820. Seit 1985 stieg die Zahl der Neuanmeldungen wieder kontinuierlich an und pendelte sich ab 1990 bei zirka 150 Schülern ein. Im Schuljahr 2023/24 betrug die Schülerzahl 1340. Das Franz-Marc-Gymnasium ist damit mit Abstand die größte Schule in Markt Schwaben.
Die Schule besitzt ein weit über die Grenzen von Markt Schwaben hinausreichendes Einzugsgebiet. Im Schuljahr 2016/2017 kamen 85,2 % der Schüler aus dem Landkreis Ebersberg, 13,7 % aus dem Landkreis Erding, 0,6 % aus dem Landkreis München und 0,5 % aus der Landeshauptstadt München.

## Unterrichtsangebote
Am Franz-Marc-Gymnasium wird der an bayerischen Gymnasien übliche Kanon an Pflichtfächern unterrichtet. Als Besonderheit bietet die Schule mit Eintritt in die fünfte Klasse die Möglichkeit, eine Streicherklasse (hier wird ein Streichinstrument erlernt und ein musischer Schwerpunkt gesetzt) zu besuchen oder in eine Forscherklasse (das Experimentieren wird in Extrastunden hervorgehoben) einzutreten. 
Weitere Modifikationen ergeben sich durch die Teilung in einen neusprachlichen und einen mathematisch-naturwissenschaftlichen Zweig ab der achten Klasse (bzw. sprachlichen und naturwissenschaftlich-technologischen Zweig im achtjährigen Gymnasium) sowie durch verschiedene Sprachenfolgen.
Schüler, die den neusprachlichen (sprachlichen) Zweig besuchen, lernen drei Fremdsprachen. Als erste Fremdsprache stehen Latein oder Englisch zur Wahl. Als Zweite Fremdsprache Latein, Englisch oder Französisch und als dritte Fremdsprache wird Spanisch unterrichtet. Diejenigen Schüler, die den mathematisch-naturwissenschaftlichen (naturwissenschaftlich-technologischen) Zweig besuchen, lernen nur zwei Fremdsprachen (in der Reihenfolge Englisch–Latein, Englisch–Französisch oder Latein–Englisch) und setzen dafür aber einen deutlich verstärkten Schwerpunkt im Bereich der naturwissenschaftlichen Fächer.

## Zusätzliche Angebote

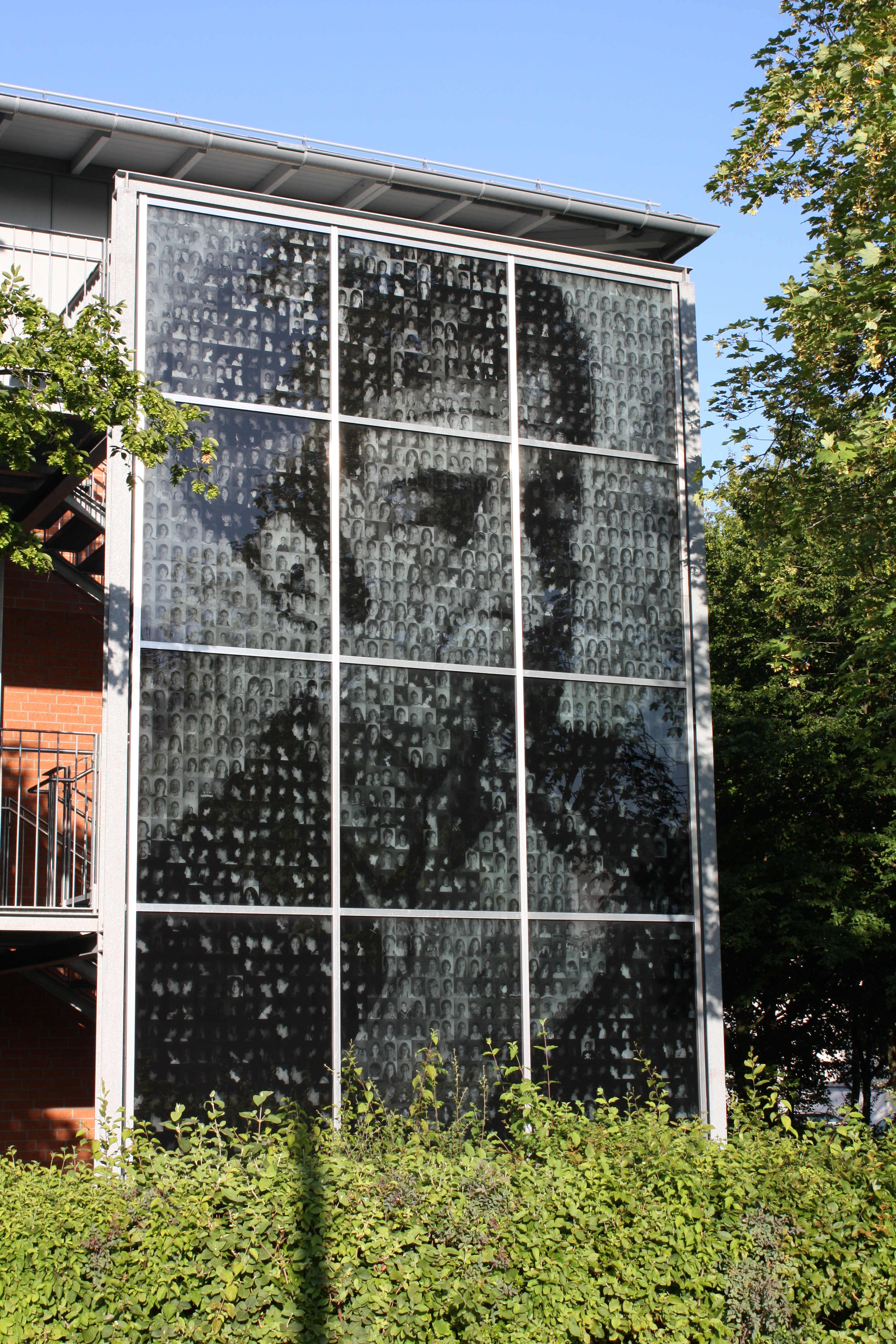
Franz-Marc-Gymnasium

Neben dem Pflichtprogramm konnte das Franz-Marc-Gymnasium in den letzten Jahren ein umfangreiches Programm an Wahlfächern und Arbeitsgemeinschaften anbieten.
Schwerpunkte in diesem Bereich waren und sind unter anderem Musik (zum Beispiel Chor, Orchester, Instrumentalunterricht, sowie die Schulband „MarCant“), Theater (Theatergruppe der Unter-, Mittel- und Oberstufe), Sport (zum Beispiel Akrobatik, Gymnastik und Tanz, Mädchenfußball, Klettern, Volleyball), Umweltschutz (zum Beispiel Geoökologie/Wetterstation, Schulgarten), Psychologie (zum Beispiel Lerntraining in den 5. Klassen, Mediation, Suchtprävention), Medien (zum Beispiel projektorientierte Arbeit mit Neuen Medien, Film und Video, Photographie), politische Bildung (Arbeitskreis Politik und Zeitgeschichte), mathematisch-naturwissenschaftliche Bildung (Pluskurse Mathematik, Forschen im Team) sowie viele weitere.
Durch die Kürzung der Intensivierungsstunden im G8 werden außerdem seit dem Schuljahr 2008/2009 zahlreiche Förderkurse (insbesondere in den Sprachen) angeboten.
Weitere Gruppen, deren Intentionen nicht unmittelbar im Pflicht- bzw. Wahlunterricht verankert sind (zum Beispiel eine Schachgruppe, eine „Eine-Welt“-Gruppe), treffen sich regelmäßig. Zudem hat das FMG seit 2020 eine Schulimkerei, deren Bienenvölker von Schülern betreut werden. Auch der eigene Schulsanitätsdienst (kurz SSD), in dem sich Schüler ab der 8. Jahrgangsstufe engagieren können, ist ein fester Bestandteil des Schullebens. 
Des Weiteren besitzt die Schule eine eigene Schülerzeitung namens Phoenix, die seit einigen Jahren kontinuierlich Ausgaben herausgibt und seit 2023 auch ein digitales Onlineformat betreibt. 
Das Franz-Marc-Gymnasium verfügt über eine Klimastation. In diesem Zusammenhang wurde die Schule in das Programm Globe-Germany aufgenommen in dem weltweit ausgewählte Schulen zum Zwecke der Beobachtung, der Erhebung und des Vergleichs von Klimadaten zusammenarbeiten.

## Das Offene Haus am Franz-Marc-Gymnasium
Die Initiative Offenes Haus – Offenes Herz ist eine mehrfach prämierte örtliche Initiative Ehrenamtlicher, die sich für die Integration und Förderung fremdsprachiger Schüler einsetzt. Am Franz-Marc-Gymnasium wird die Arbeit mit der Initiative seit dem Schuljahr 2007/2008 als (Profil-)Wahlfach oder Seminar angeboten. Das Offene Haus am Gymnasium setzt sich aus etwa 80 Schülern der Mittel- und Oberstufe zusammen. Angeboten werden von ihnen an der Grundschule Lesepatenschaften, an der Mittelschule Hausaufgabenbetreuung und in der Übergangsklasse Betreuungsarbeit sowie seit neuestem schulinterne Nachhilfekurse am Franz-Marc-Gymnasium. Das Offene Haus ist profilbildend für die Schule, vor allem vor dem Hintergrund, dass das FMG eine „Schule ohne Rassismus“ ist.
Auszeichnungen:
- 2009: „Alle Kids sind VIPs“ der Bertelsmann-Stiftung
- 2012: Bildungsidee Deutschland
- 2014: Deutscher Bürgerpreis in der Kategorie Alltagshelden[3]

## Offene Ganztagsschule
Seit September 2009 ist am Franz-Marc-Gymnasium eine offene Ganztagsschule eingerichtet. Kooperationspartner für die Durchführung der offenen Ganztagsschule ist das Diakonische Werk Rosenheim. Die Betreuung der Schüler durch vier Leiterinnen und 23 Betreuer findet in einem Zeitrahmen zwischen 12:30 Uhr und 17:00 Uhr statt, inhaltliche Schwerpunkte sind ein gemeinsames Mittagessen, Studierzeiten, der Besuch von Wahl- und Intensivierungsunterricht und auch betreute Freizeit.

## Sonstiges
In den letzten Jahren setzt die Schule einen zusätzlichen deutlich historisch-politischen Akzent durch die Forschungsarbeiten von Schülern zum „Vergessenen Widerstand in Markt Schwaben und Umgebung“. In Zusammenarbeit mit der Weiße-Rose-Stiftung in München wurden inzwischen schon mehrere Ausstellungen konzipiert, in denen  Schüler neue Erkenntnisse über die NS-Zeit in ihrem unmittelbaren Umfeld präsentierten. Diese Ausstellungen fanden und finden ein hohes Maß an Aufmerksamkeit über den Einzugsbereich der Schule hinaus. Im Jahr  2008 wurde dem Franz-Marc-Gymnasium darüber hinaus der Ehrentitel einer Schule ohne Rassismus – Schule mit Courage verliehen.

## Partnerschulen
Das Franz-Marc-Gymnasium hat acht Partnerschulen, mit denen regelmäßig Kontakt gepflegt wird:
- das Collège Henri Wallon in Savigny-le-Temple, Frankreich
- das Lycée Clémence Royer in Toulouse-Fonsorbes, Frankreich
- das IES Los Montecillos in Coin, Spanien
- die JFK-Highschool in Seattle, USA
- das Goethe-Gymnasium in Weimar
- das XIII Liceum Ogólnoksztalcace im Aleksandra Fredry in Breslau, Polen
- die Humboldt-Schule Costa Rica in San José, Costa Rica
- das Jüdische Gymnasium München.